# Yunaika Crawford
Yunaika Crawford, född den 2 november 1982, är en kubansk friidrottare som tävlar i släggkastning.
Crawford blev som ungdom tvåa vid VM för ungdomar 1999 och 2000 blev hon bronsmedaljör vid VM för juniorer. Som senior var VM 2003 hennes första mästerskap och där blev hon utslagen redan i kvalet.
Vid Olympiska sommarspelen 2004 blev hon bronsmedaljör efter ett kast på 73,16, vilket även var nytt personligt rekord. Vid VM 2005 blev hon utslagen redan i kvalet. Vid VM 2007 tog hon sig vidare till finalen men slutade där på en tolfte plats med ett kast på 67,56 som längst.
Hon deltog även vid Olympiska sommarspelen 2008 men tog sig inte vidare till finalomgången.

## Personliga rekord
- Slägga - 73,16